# アースドリル工法
アースドリル工法（アースドリルこうほう）は杭工法の一種。

## 概要
場所打ち鉄筋コンクリート杭を製作する工法で、アースオーガーを使用して掘削を行い、鉄筋を吊り入れ、コンクリートを打設して杭を形成する。
孔壁の崩落を防ぐためベントナイト液を用いる。

## 施工方法
1. 表層部の掘削
2. ケーシングパイプ（スタンドパイプ、CP、SP）挿入
表層部の孔壁を保護する為に、杭径以上の大きさの鉄パイプを挿入し、安定液としてベントナイト溶液を用いる。表層の地盤状態によりケーシングパイプの長さを検討しておく。
3. 軸部掘削
4. 支持層の確認
予め採取されている土質サンプルと掘削土を比較し、支持層に達したかを確認する。
5. 掘削長の確認
検尺テープ（錘のついた巻尺）によって、設計図通りの深さに達したかを確認する。
6. 一次スライム処理
杭底部にスライムが沈殿するため、底ざらいバケットを使用してそれを除去する。
7. 鉄筋かごの挿入
4～7m程度の鉄筋かごを10番線などの鈍し鉄線にて接続しながら挿入していく。
8. トレミー管の挿入
コンクリートを杭底部から打設する為に、2～6mの鉄管を接続しながら挿入する。
9. 二次スライム処理
トレミー管の頭部にポンプを接続し、杭底部のスライムを除去する。
10. コンクリート打設
検尺テープによって打設高さを確認し、トレミー管を引き抜いていく。この時、ベントナイト液とコンクリートが混ざらないようにする為、トレミー管底部は常にコンクリートの中に埋まっている状態にする。
11. 杭頭処理
杭工事が完了した後に掘削工事に移るが、掘削が完了した後、杭頭部の不要なコンクリートをはつり取る。

## 施工杭径
- 軸部…φ800～3000mm
（先端拡底する場合、先端径はφ4100mmまで可能）

## 限界深さ
- 60m程度

## 長所・欠点
1. 地下水の無い、粘土質で素掘りが出来る地盤では良質の杭を施工出来るが、このような地盤は限られており、通常はベントナイト液で孔壁の保護を行いながら、回転バケットで掘削する工法である。その為、場所打ち杭工法の中では最も問題のある工法とされており、実際に土木分野で採用されるケースは殆ど無い。
2. 既製杭のような工場で形成するのではなく、地中で杭を形成する為、杭の状態が判らず強度等に不安がある。
3. 剛性が大きく、地震時の軟弱地盤変位に力で抵抗しようとする。その為に地盤変位そのものによる巨大な曲げモーメントが杭体に発生する。
4. 異常な被圧地下水や伏流水については中掘杭工法以上に厳重な注意が必要である。
5. 大量の泥廃水が発生するので特別な設備・対策を必要とする。
6. 騒音レベルが意外に大きい。
7. スライム処理が困難である。